# Kościół św. Franciszka z Asyżu w Lasocicach
Kościół św. Franiszka z Asyżu, dawniej pod wezwaniem Najświętszej Marii Panny (h. Mariae semper Virginis) w Lasocicach (niem. Lassoth, Grunfliess) – najcenniejszy zabytek wsi Lasocice, w gminie Łambinowice; filialny, należący do parafii św. Klemensa w Rusocinie.
Wzmiankowany w 1397 roku. Obecny wybudowany w 1618 roku z fundacji Johanna Franza von Troilo de Riviano, który zakupił wieś Lassoth w 1591 roku. Renesansowy, z elementami gotyckimi.

## Historia
Początkowo wieś Lasocice należała do nieistniejącego obecnie kościoła Maria in Rossis (Matki Boskiej Różańcowej) na Starym Mieście w Nysie. Kiedy w Rusocinie wybudowany został kościół i utworzono parafię św. Klemensa, przyłączono do niej m.in. Rothhaus, Nieder- i Oberjeutritz (dziś części wsi Piatkowice), Prockendorf oraz Lassoth. Dziedzicem tej ostatniej wsi był wówczas niejaki Witko (Vitigo), któremu wkrótce udało się uzyskać zgodę na budowę własnego kościoła i wydzielenie odrębnej parafii. Zachował się akt fundacyjny w tej sprawie, sporządzony w Otmuchowie 14 lipca 1397 roku. Pierwszy znany proboszcz lasocicki to wzmiankowany w 1445 roku Johann, pharer czu Lasset. Ponieważ jednak parafia lasocicka nie była w stanie się utrzymać, miejscowy kościół szybko stał się kościołem filialnym parafii w Rusocinie. W 1618 roku na miejscu gotyckiej świątyni w Lasocicach został wzniesiony nowy, renesansowy kościół, którego bryła zachowała się do dziś.

## Architektura
Kościół w Lasocicach, o nietypowym rzucie, należy do najoryginalniejszych rozwiązań przestrzennych kościołów śląskich budowanych w tym przedziale czasowym. Potężna i lekko przesunięta od osi kwadratowa wieża, przechodzi w długą czteroprzęsłową nawę, o sklepieniu kolebkowym. W zakrystię, która przylega do nawy od strony północnej, wkomponowano lożę kolatorską. Bryłę uzupełnia absydowe, płytkie prezbiterium, a od południa prostokątna kruchta.
W bryle kościoła wyróżnia się wysoka, odmienna co do ówczesnych reguł, wieża. Jej kwadratowy trzon przechodzi w ośmiobok, z charakterystycznymi sterczynkami. Bryła uważana jest za przykład oryginalności rozwiązań architektonicznych. Powstał obiekt o malowniczej architekturze dominującej w krajobrazie wsi i nadającej jej własny, odrębny charakter.